# Дзяди
Дзяди е древен славянски празник в памет на загиналите предци. В превод от полски, украински, беларуски и руски думата означава „дядовци“
В миналото празникът е отбелязван през пролетта и есента всяка година, но днес обикновено се чества в края на октомври.
В Полша традицията е изместена от християнския празник Задушница.
В Беларус обикновено се провежда в последната събота преди деня на свети Дмитрий, в края на октомври - началото на ноември.
През 1988 г. новосъздаденият Беларуски народен фронт (БНФ) дава началото на възраждането на традицията в Беларус. Освен това на този ден се организира митинг до Курапати в покрайнините на Минск, в памет на жертвите на съветските политически репресии.

## В литературата
Голяма част от втората част на поетичната пиеса „Дзяди“ (публикувана през 1823 г.) на Адам Мицкевич изобразява празника, организиран в днешен Беларус.